# 하시모토 사나이

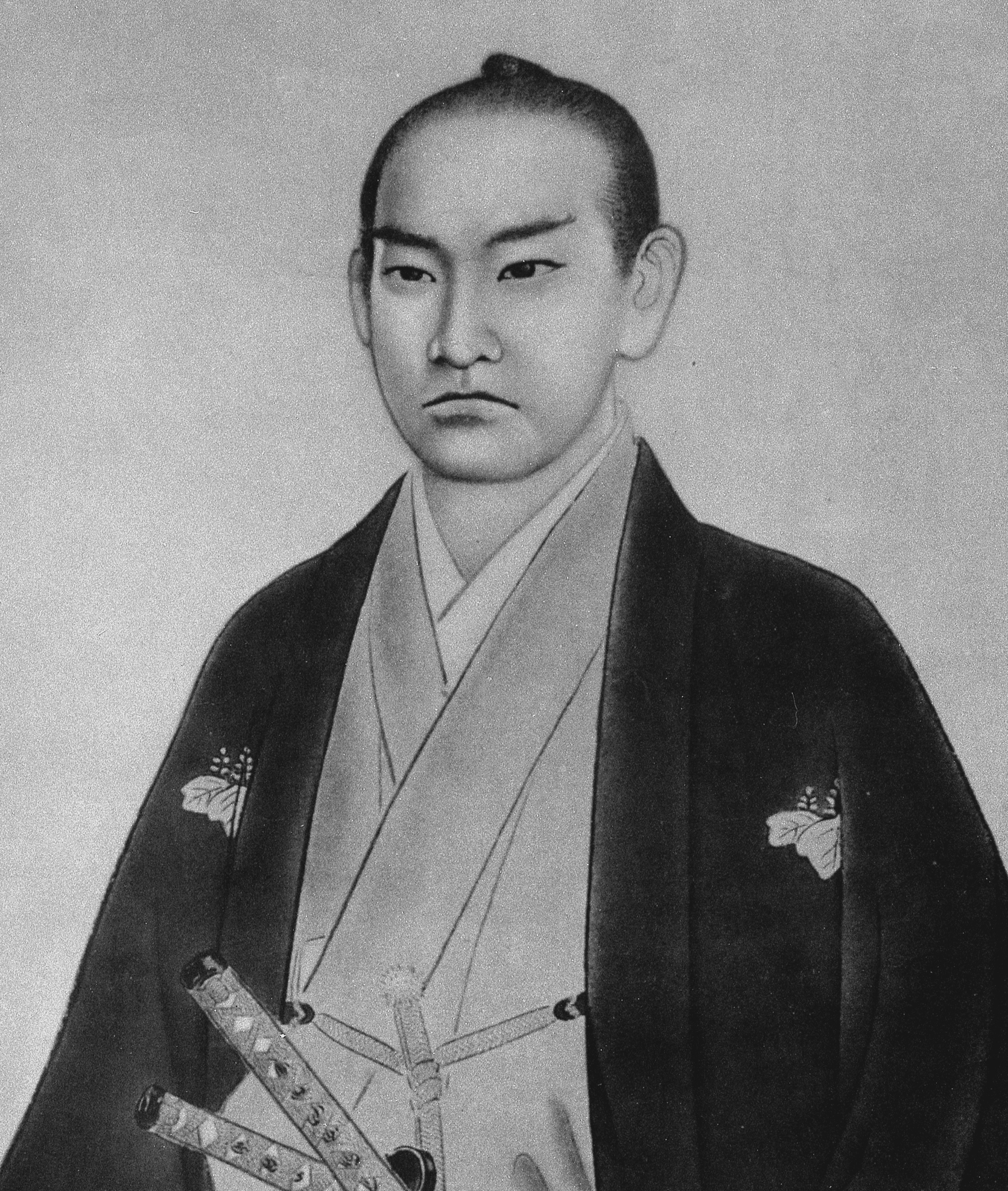
하시모토 사나이

하시모토 사나이(橋本左内, 1834년 ~ 1859년 10월 7일)는 막말 후쿠이번의 유신 지사이다.

## 일생
1834년 후쿠이번에서 태어났다. 1849년 오사카에 있던 오가타 고안의 기숙사에서 난학을 배운 후 우메다 운빈, 미토번 출신의 후지타 도코, 사쓰마번의 사이고 다카모리 등과 교제하였다. 후쿠이번주 마쓰다이라 요시나가의 측근으로 등용되어 번교인 메이도칸(明道館) 교수로 재직하였다.
안세이 4년(1857년) 이후 14대 쇼군 후계자 분쟁에 참여하여 히토쓰바시 요시노부(도쿠가와 요시노부) 옹립 운동을 전개했다. 막부 및 유력 번의 협조에 의한 정치 개혁, 서구 기술의 도입, 러시아와의 제휴를 주장하는 등 개국파의 사상을 가져 존왕양이 세력에게는 위험 인물로 여겨졌다.
안세이 6년(1859년), 쇼군 후계자 문제에 개입했다는 이유로 참수되었다. 향년 26세.

## 같이 보기
- 히토쓰바시파